# Francis Koné
Francis Kouassi Koné (Bondoukou, 29 novembre 1990) è un calciatore ivoriano naturalizzato togolese, attaccante svincolato.

## Biografia
Nato a Bondoukou, cittadina della Costa d'Avorio da padre ivoriano e madre togolese, ha scelto di rappresentare quest'ultima nazione. Possiede in virtù di ciò il doppio passaporto.
Nel febbraio 2017, durante una partita contro il Bohemians 1905 salvò la vita del portiere avversario Martin Berkovec impedendogli di ingoiare la lingua dopo dopo essere caduto a terra privo di sensi. Koné fu celebrato da stampa e media come un eroe e in un'intervista dopo la partita rivelò che era la quarta volta che salvava la vita di un giocatore tirandogli fuori la lingua. Per il suo gesto, gli fu conferito il premio FIFA Fair Play Award.

## Caratteristiche tecniche
È un centravanti.

## Carriera

### Club
Dopo le giovanili passate nel club ivoriano del Séwé, si trasferisce nel 2007 in Thailandia al Rajpracha e dopo una stagione al Nakhon Pathom United, restando anche qui una stagione, nel 2009 passa al PTT Rayong diventando nella stagione 2011-12 il miglior giocatore straniero della Thai League 1, la massima serie tailandese. L'ottima annata lo fa trasferire in Oman all'Al-Mussanah club del massimo campionato omanense. Dopo un ottimo avvio di stagione con 8 reti in 12 presenze, a gennaio 2013 torna nuovamente in Thailandia al Navy. Il campionato 2013-14 lo vede per la prima volta giocare in Europa, venendo ingaggiato dall'Olhanense club della massima serie portoghese. Il 5 gennaio 2014 dopo aver lasciato la squadra lusitana a causa dello scarso minutaggio, viene acquistato nuovamente dall'Al-Mussanah ritornando in Oman un anno dopo.
Nel gennaio 2015 effettuò un provino con il club della massima serie ceca Jablonec senza andare a buon fine. 
Il 9 febbraio 2015 passò a titolo definitivo agli ungheresi del Budapest Honvéd, tentando la sua seconda avventura europea. Con i magiari si alternò tra prima e seconda squadra ben figurando principalmente con la seconda, poco utilizzato dal tecnico Marco Rossi in campionato giocò solo in due incontri, tutti da subentrato e con solo pochi scampoli di partita contro Puskás Akadémia e Haladás, discorso diverso invece in Coppa di Lega dove giocò titolare, mettendo anche a segno l'unico gol nell'esperienza con la squadra di Kispest, nella fattispecie contro il Nyíregyháza.
A stagione finita, dopo un periodo di prova con cechi dello Slovácko fu scelto per affiancare il bomber e bandiera del club Libor Došek alla sua ultima stagione prima del ritiro, facendogli firmare un contratto triennale, alternandosi anche qui tra prima e seconda squadra.
Esordisce in campionato il 7 novembre nel derby contro il Fastav Zlin, segna la sua prima rete con il club bianco blu il 27 febbraio contro il Vysočina Jihlava segnando il gol vittoria del definitivo 3-1. Il 2 aprile 2016 segna anche qui il gol vittoria del definitivo 2-0 contro lo Sparta Praga, ponendo fine ad una serie di 16 sconfitte consecutive maturate in campionato contro lo Sparta in un periodo di ben 10 anni e mezzo.
Nel febbraio 2017 durante il match contro il Bohemians 1905 salvò la vita al portiere avversario Martin Berkovec impedendogli di inghiottire la lingua dopo essere caduto a terra privo di sensi.
Dopo due stagioni giocate su buoni livelli, dopo l'ennesima critica per la sua mancanza di un approccio professionale al calcio, con i continui ritardi agli allenamenti,vacanze non accordate con la società ecc. lo portarono a firmare un contratto biennale con i rivali del Zbrojovka Brno ritrovando il suo allenatore allo Slovácko Svatopluk Habanec.
Nel gennaio 2020, dopo un periodo da svincolato di due anni, ha firmato un contratto annuale per il Kuala Lumpur. Il club malese era stato recentemente retrocesso dalla massima serie e stava cercando di rafforzare la linea d'attacco della squadra. Nella partita di esordio segna il suo primo gol all'89º minuto, regalando al Kuala Lumpur un punto prezioso. Ha segnato altri due gol nelle 3 partite successive prima che la pandemia di COVID-19 costringesse il campionato a essere sospeso. Nonostante il numero ridotto di partite giocate a causa della pandemia, è comunque riuscito a diventare il capocannoniere della squadra entro la fine della stagione.

### Nazionale
Nel giugno 2013 il ct della Nazionale del Togo Didier Six lo inserisce nella lista dei convocati per la sfida contro la Libia valevole per la Qualificazione al mondiale 2014. Partendo titolare ed uscendo al minuto 76' rilevato dal compagno di reparto Moustapha Salifou. Fa una seconda presenza pochi mesi più tardi sempre in una sfida per la qualificazione ai futuri mondiali contro la Repubblica Democratica del Congo giocata allo Stadio Friuli di Udine, partendo sempre titolare venendo poi sostituito al 79' minuto da Backer Aloenouvo, nella partita che terminerà poi 2-1 in proprio favore.

## Statistiche

### Presenze e reti nei club
Statistiche aggiornate al 23 luglio 2024.
| Stagione           | Squadra            | Campionato         | Campionato | Campionato | Coppe nazionali | Coppe nazionali | Coppe nazionali | Coppe europee | Coppe europee | Coppe europee | Altre coppe | Altre coppe | Altre coppe | Totale | Totale |
| Stagione           | Squadra            | Comp               | Pres       | Reti       | Comp            | Pres            | Reti            | Comp          | Pres          | Reti          | Comp        | Pres        | Reti        | Pres   | Reti   |
| ------------------ | ------------------ | ------------------ | ---------- | ---------- | --------------- | --------------- | --------------- | ------------- | ------------- | ------------- | ----------- | ----------- | ----------- | ------ | ------ |
| 2013-gen. 2014     | Olhanense          | PL                 | 5          | 0          | CP+CdL          | 0+0             | 0+0             | -             | -             | -             | -           | -           | -           | 5      | 0      |
| gen.-giu. 2014     | Al-Mussanah        | OL \| 9            | 3          | CO+CdL     | -               | -               | -               | -             | -             | -             | -           | -           | 9           | 3      |        |
| 2014-feb. 2015     | Al-Mussanah        | OL                 | 0          | 0          | CO+CdL          | 0+1             | 0+0             | -             | -             | -             | -           | -           | -           | 1      | 0      |
| Totale Al-Mussanah | Totale Al-Mussanah | Totale Al-Mussanah | 9          | 3          |                 | 1               | 0               |               | -             | -             |             | -           | -           | 10     | 3      |
| feb.-giu. 2015     | Honvéd II          | NBIII              | 6          | 3          | -               | -               | -               | -             | -             | -             | -           | -           | -           | 6      | 3      |
| feb.-giu. 2015     | Honvéd             | NBI                | 2          | 0          | MK+MLK          | 0+3             | 0+1             | -             | -             | -             | -           | -           | -           | 5      | 1      |
| 2015-2016          | Slovácko B         | 3L                 | 6          | 3          | -               | -               | -               | -             | -             | -             | -           | -           | -           | 6      | 3      |
| 2016-2017          | Slovácko B         | 3L                 | 2          | 1          | -               | -               | -               | -             | -             | -             | -           | -           | -           | 2      | 1      |
| Totale Slovácko B  | Totale Slovácko B  | Totale Slovácko B  | 8          | 4          |                 | -               | -               |               | -             | -             |             | -           | -           | 8      | 4      |
| 2015-2016          | Slovácko           | 1L                 | 17         | 3          | CRC             | 0               | 0               | -             | -             | -             | -           | -           | -           | 17     | 3      |
| 2016-2017          | Slovácko           | 1L                 | 21         | 3          | CRC             | 1               | 0               | -             | -             | -             | -           | -           | -           | 22     | 3      |
| Totale Slovácko    | Totale Slovácko    | Totale Slovácko    | 38         | 6          |                 | 1               | 0               |               | -             | -             |             | -           | -           | 39     | 6      |
| 2017-gen.2018      | Zbrojovka Brno     | 1L                 | 14         | 0          | CRC             | 1               | 0               |               | -             | -             |             | -           | -           | 15     | 0      |
| Totale carriera    | Totale carriera    | Totale carriera    | 82         | 16         |                 | 6               | 1               |               | -             | -             |             | -           | -           | 88     | 17     |

### Cronologia presenze e reti in nazionale
| Cronologia completa delle presenze e delle reti in nazionale ― Togo | Cronologia completa delle presenze e delle reti in nazionale ― Togo | Cronologia completa delle presenze e delle reti in nazionale ― Togo | Cronologia completa delle presenze e delle reti in nazionale ― Togo | Cronologia completa delle presenze e delle reti in nazionale ― Togo | Cronologia completa delle presenze e delle reti in nazionale ― Togo | Cronologia completa delle presenze e delle reti in nazionale ― Togo | Cronologia completa delle presenze e delle reti in nazionale ― Togo |
| Data                                                                | Città                                                               | In casa                                                             | Risultato                                                           | Ospiti                                                              | Competizione                                                        | Reti                                                                | Note                                                                |
| ------------------------------------------------------------------- | ------------------------------------------------------------------- | ------------------------------------------------------------------- | ------------------------------------------------------------------- | ------------------------------------------------------------------- | ------------------------------------------------------------------- | ------------------------------------------------------------------- | ------------------------------------------------------------------- |
| 14-6-2013                                                           | Genk                                                                | Libia                                                               | 2 – 0                                                               | Togo                                                                | Qual. Mondiali 2014                                                 | -                                                                   | 78’                                                                 |
| 8-9-2013                                                            | Udine                                                               | Togo                                                                | 2 – 1                                                               | RD del Congo                                                        | Qual. Mondiali 2014                                                 | -                                                                   | 76’                                                                 |
| Totale                                                              |                                                                     | Presenze                                                            | 2                                                                   |                                                                     | Reti                                                                | 0                                                                   |                                                                     |

## Palmarès

### Individuale
- Miglior giocatore straniero del campionato thailandese: 1

2012
- FIFA Fair Play Award: 1

2017